# Xylostola olivacea
Xylostola olivacea là một loài bướm đêm trong họ Noctuidae.